# AM 738 4to
AM 738 4to eller Edda oblongata är en isländsk pappershandskrift från ca år 1680. Den bevaras nu i Árni Magnússon-institutet för isländska studier i Reykjavik. Den innehåller 13 sidor med illustrationer från nordisk mytologi. Namnet "Edda oblongata" hänvisar till att den är ovanligt lång i förhållande till sin bredd.
| Bilder |
| --- |
| - Oden - Njord - Balder - Heimdall - Freja - Ull - Höner - Brage - Loke - Gunnlöd - Tökk - Valhall - Midgårdsormen - Fenrisulven - Yggdrasil |